# Крієнс
Крі́єнс (нім. Kriens МФА: [ˈkʁiəns], алем. Chrien(d)s МФА: [ˈχriənds, ˈχriəns]) — місто в Швейцарії в кантоні Люцерн, виборчий округ Люцерн-Ланд.

## Географія
Місто розташоване на відстані близько 65 км на схід від Берна, 3 км на південний захід від Люцерна, фактично є його південним передмістям.
Крієнс має площу 27,3 км², з яких на 20 % дозволяється будівництво (житлове та будівництво доріг), 28,4 % використовуються в сільськогосподарських цілях, 50,5 % зайнято лісами, 1,1 % не є продуктивними (річки, льодовики або гори).
Розташований біля підніжжя гори Пілатус. У Крієнсі розташована нижня станція канатної дороги, що піднімається на Пілатус.

## Демографія
2019 року в місті мешкало 27 847 осіб (+5,8 % порівняно з 2010 роком), іноземців було 19,7 %. Густота населення становила 1020 осіб/км².
За віковим діапазоном населення розподілялося таким чином: 18,6 % — особи молодші 20 років, 60,1 % — особи у віці 20—64 років, 21,3 % — особи у віці 65 років та старші. Було 12593 помешкань (у середньому 2,2 особи в помешканні).
Із загальної кількості 11 888 працюючих 112 було зайнятих в первинному секторі, 2118 — в обробній промисловості, 9658 — в галузі послуг.

## Спорт
Спортивний клуб «Крієнс» представляє місто у Першій лізі Промоушен, третій за значущістю футбольній лізі Швейцарії.

## Міста-побратими
- Сан-Дам'яно-д'Асті, Італія